# Auloniella maculisterna
Auloniella maculisterna är en spindelart som beskrevs av Roewer 1960. Auloniella maculisterna ingår i släktet Auloniella och familjen vargspindlar.
Artens utbredningsområde är Tanzania. Inga underarter finns listade.